# 杨士晟
杨士晟（1858年 - ？），字曙新，号蔚霞、藕船，安徽省泗州直隸州人，清朝政治人物、进士出身。
光緒八年壬午科举人，十八年，登進士。1897年，接替汪以诚任南汇县知县一职，同年年由汪以诚接任。
兄楊士燮、楊士驤、楊士琦等。